# Luka Krmpotska
Luka Krmpotska – wieś w Chorwacji, w żupanii primorsko-gorskiej, w mieście Novi Vinodolski. W 2011 roku liczyła 2 mieszkańców.